# 黄金分割法

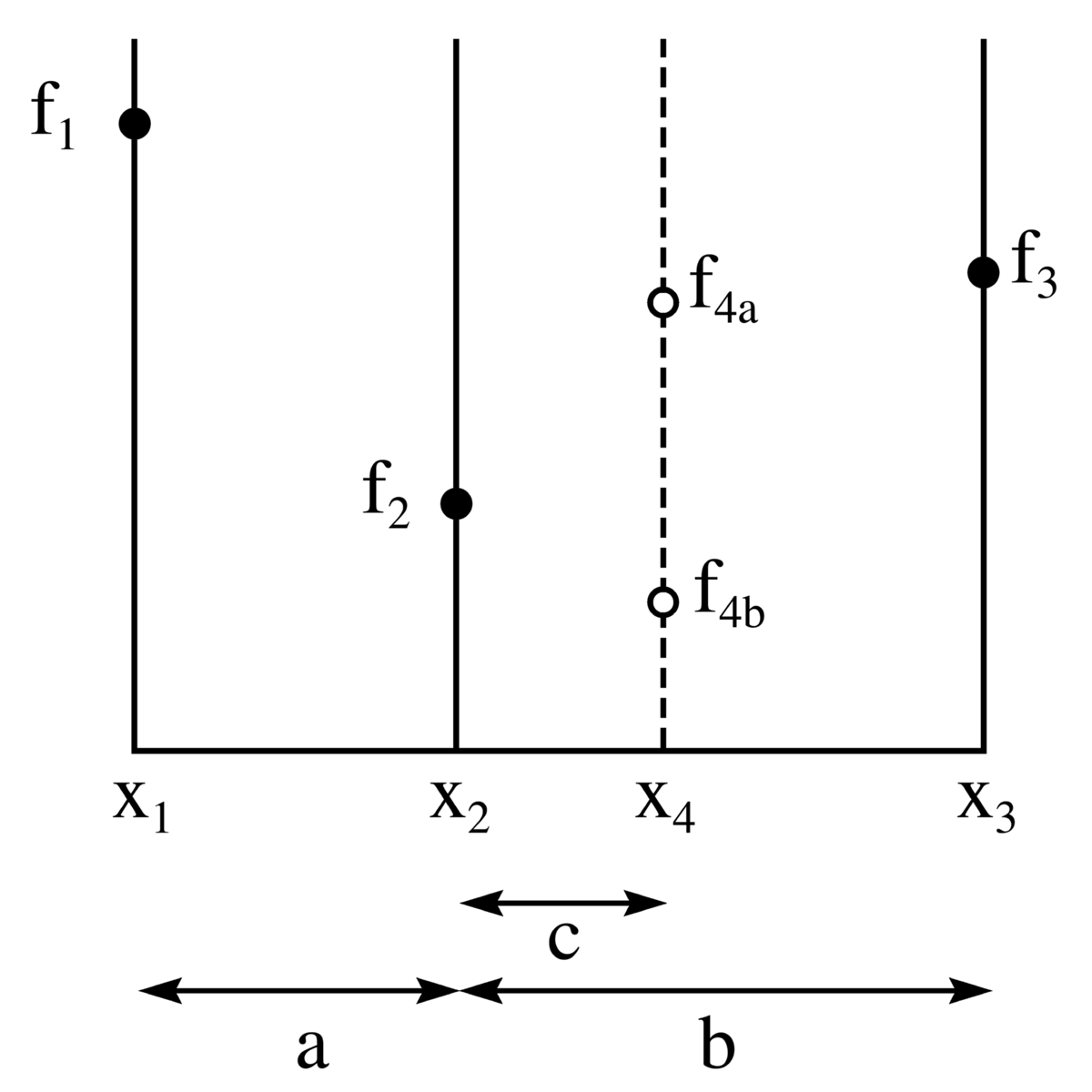
黄金分割法示意图

0.618法，又叫黄金分割法，是优选法的一种。它在试验时，把试点安排在黄金分割点上来寻找最佳点。而生产生活中，我们常常取其近似值0.618，因此得名。0.618法是最常用的单因素单峰目标函数优选法之一。 

## 历史
1953年，美国数学家杰克·基弗提出了0.618法。20世纪60、70年代，中国数学家华罗庚先生对其作了简化和补充，并在全中国范围内推广普及，取得了令人满意的结果。 

## 精度
用0.618法寻找最佳点时，虽然不能保证在有限次内准确找出最佳点，但随着试验次数的增加，最佳点被限定在越来越小的范围内，即存优范围会越来越小。用存优范围与原始范围的比值来衡量一种试验方法的效率，这个比值叫精度。用0.618法确定试点时，每一次实验都把存优范围缩小为原来的0.618.因此，n次试验后的精度为：
{\displaystyle \delta _{n}=0.618^{n-1}}
一般地，如果给定一个精度，用0.618法进行的试验次数是：
{\displaystyle n\geq {\frac {\lg \delta }{\lg 0.618}}+1} 取整数。